# もっともあぶない刑事 (テレビゲーム)
『もっともあぶない刑事』（もっともあぶないデカ）は、1990年に東映動画から発売されたファミリーコンピュータ（ファミコン）用コンピュータゲームソフトである。
映画『もっともあぶない刑事』（1989年）のゲーム化作品。プレーヤーは「タカ」と「ユウジ」のいずれかを選択、または両者を同時に操作し、各ステージのゴール地点に到達、あるいはボスキャラを倒すことでステージクリアを目指す。サイドビュー右スクロール逆行可、全9ステージ。

## ゲーム内容

### アイテム
拳銃
初期装備の武器、弾数制限なし。
マシンガン
弾数制限あり。Bボタンを押し続けることで連射可能。ステージ中、敵の落とすパネルを取ることによって入手できる。
手榴弾
弾数制限あり。落下した地点に爆発グラフィックが表示され、グラフィックに触れた敵にダメージを与える。ステージ中、敵の落とすパネルを取ることによって入手できる。
ハート
ステージ行程に出現するパネル。1つ入手することで、ライフを3ポイント回復することができる。

## 設定

### ストーリー
横浜港署捜査課の鷹山刑事と大下刑事の首に巨額の懸賞金がかけられた。次々と放たれる刺客たちの襲撃を掻いくぐり、横浜の裏社会を支配する巨大暴力組織・銀星会の壊滅に執念を燃やす二人だったが、事件の陰には恐るべき事実が隠されていた。

### ステージ構成
1面
銃器密造工場。
2面
市街地1。ゴール地点は港警察署。
3面
市街地2。港署前からのスタート。
4面
米軍基地。ゴール地点にて町田刑事（とおる）と接触。
ボーナスステージ
3Dビューの射撃場。的に1発命中させる毎に、ライフが1ポイント回復する。
5面
郊外1。
6面
地下水道。
7面
郊外2。
8面
スラム街。ゴール地点にて北野（きたの）を救出。
イベントステージ1
トップビューのドライビングシミュレータ。制限時間内に県警本部へ到着することでクリアとなるが、失敗した場合は残機数に関わらずゲームオーバーとなる。
イベントステージ2
県警警備局長室。3Dビューで本多を狙撃し、一定数命中させるとクリア。
9面
銀星会本部ビル。結城との最終決戦、会長室での前尾との対決を経てエンディングとなる。

## 敵キャラクター
チンピラ
ステージ行程に登場するザコキャラクター。ナイフで襲いかかるタイプ、キックで襲いかかるタイプ、銃撃するタイプ、手榴弾を投擲するタイプ、ビルの窓から狙撃するタイプがあり、いずれも銃弾一発で倒せる。
宮坂（みやさか）
銃器密造業者。2面ボス。武器は拳銃。
結城建三（ゆうき）
〝不死身の殺し屋〟と異名されるヒットマン。5面、6面、7面、9面と四度に渡ってプレーヤーと対峙するボス。武器は火炎放射器。
本多政義（ほんだ）
県警本部長。イベントステージ2に登場。拳銃を構えているが、攻撃を加えてくることはない。
前尾源次郎（まえお）
銀星会会長。ゲーム中の最終ボス。マシンガンと手榴弾のほか、チンピラを使ってプレーヤーを攻撃する。

## スタッフ
- エグゼクティブ・プロデューサー：ひらおみき
- プロデューサー：いでしょういちろう
- アシスタント・プロデューサー：たけだよしひこ
- プログラマー：KAZOO（八木一夫）
- CGデザイナー：KABE KUN
- 音楽：埜邑紀見男
- アシスタント：YUICHI、KAGEYABU 20、MIPORIN

## 評価
ゲーム誌『ファミコン通信』の「クロスレビュー」では合計16点（満40点）、『ファミリーコンピュータMagazine』の読者投票による「ゲーム通信簿」での評価は以下の通りとなっており、14.75（満30点）となっている。
| 項目 | キャラクタ | 音楽 | 操作性 | 熱中度 | お買得度 | オリジナリティ | 総合  |
| 得点 | 2.50       | 2.53 | 2.62   | 2.39   | 2.33     | 2.38           | 14.75 |